# Monochroma
Monochroma è un videogioco di genere puzzle-platform e il primo titolo del turco sviluppatore indipendente Nowhere Studios. Il gioco è stato pubblicato nel maggio 2014.

## Caratteristiche
Il gioco prova a veicolare le esperienze di gioventù del team di sviluppo, le memorie d'infanzia legate al trasferirsi dalla campagna alla tentacolare Istanbul, ma anche i brutali movimenti di protesta che hanno colpito la Turchia nel corso del 2013.